# Метростанция „Достоевская“
Метростанция „Достоевская“ е станция на Московското метро. Разположена е под Суворовския площад и близките му улици и булеварди. Намира се в исторически район на Москва, в обкръжението на паметници на културата и парковото изкуство. Недалеч от нея е рожденото място на писателя Фьодор Достоевски, чието име носи. В района се намира театърът на Съветската армия и зданието на Екатерининския институт (днес: Централен дом на Червената армия). Наблизо се намира хотел „Славянка“ и комплексът на проектния институт НПО „Енергия“.

## История
Архитекти: Л.Н. Попов, Н.В. Расстегняева. Метростанцията е въведена в експлоатация на 19 юни 2010 г.
В северната част на Люблинско-Дмитриевската линия, на участъка Трубная – Марина роща. 181-вата станция на Московското метро.
Подземна, дълбоко заложение, с островен перон, трикорабна (с централна зала и 2 пътни зали), колонно-стенна.
В бъдеще станцията ще бъде възлова (трансферна) с още неизградената станция „Суворовская“ (ще бъде разположена на Кръговата линия).

## Архитектура
Темата за творчеството на Ф. Достоевски изцяло доминира в интериора на станцията. Облицована е в сив мрамор и гранит (Уфалей, Каррара (бял), Габбро), а по стените има флорентински мозайки с пана по мотиви от творчеството на писателя. Строги геометрични пилони, подът е решен в черно-бели тонове.

## Галерия
- Вход
- Централната зала
- Първият ден